# Prix Malcolm-Brown
Le prix Malcolm-Brown est remis par la Fédération canadienne des sociétés de biologie en l'honneur de Malcolm Brown.

## Lauréats
- 1985 - Allan Ronald
- 1986 - Neil Madsen
- 1987 - Arnold Naimark
- 1988 - Wilbert Keon
- 1989 - Non remis
- 1990 - Ramsay Gunton
- 1992 - Michael James
- 1993 - Claude Roy
- 1994 - Carl Goresky
- 1995 - James McGhee
- 1996 - David Naylor
- 1997 - Peter Macklem
- 1998 - Joel Weiner
- 1999 - Judith Hall
- 2000 - Eldon Shaffer
- 2001 - Sergio Grinstein
- 2004 - Amira Klip